# Чирша-Тартиш
Чирша́-Тарти́ш (рос. Чирша-Тартыш, башк. Шыршы-Тартыш) — село у складі Кушнаренковського району Башкортостану, Росія. Входить до складу Карача-Єлгинської сільської ради.
Населення — 366 осіб (2010; 410 у 2002).
Національний склад:
- башкири — 70 %